# Bazancourt (Oise)
Bazancourt é uma comuna francesa na região administrativa de Altos da França, no departamento de Oise. Estende-se por uma área de 3,15 km². Em 2010 a comuna tinha 124 habitantes (densidade: 39,4 hab./km²).